# Libijsko-sudanska granica
Granica Libije i Sudana duga je 382 km, a proteže se od tromeđe s Egiptom na sjeveru do tromeđe s Čadom na jugu.

## Opis
Granica počinje na sjeveru na tromeđi s Egiptom kod Gabal El Uweinata, nastavlja prema jugu 223 km duž 25. meridijana istočno, do 20. paralele sjeverno. Zatim prati smjer zapada 105 km duž ove paralele, nakon čega skreće na jug prateći 24. meridijan istočno u duljini od 56 km, do tromeđe s Čadom. Cijela granica prolazi kroz udaljeni, slabo naseljeni dio pustinje Sahare.

## Povijest
Britanija je napala Egipat 1882., uspostavivši protektorat nad područjem koje je do tada nominalno bilo pod Osmanskim Carstvom. U 1890-ima su Britanci osvojili Sudan, a 1899. je uspostavljen kondominij koji je stvorio Anglo-egipatski Sudan. U rujnu 1911. Italija je izvršila invaziju na nominalno osmanski vilajet Tripolitanija, a Ugovor iz Ouchyja, kojim su Osmanlije formalno prepustili suverenitet nad tim područjem Italiji, potpisan je sljedeće godine. Italija je organizirala novoosvojene regije u kolonije talijansku Cirenaiku i talijansku Tripolitaniju i postupno počela gurati dalje prema jugu; godine 1934. ujedinili su dva teritorija kao talijansku Libiju.
Godine 1925. Britanija i Italija potpisale su ugovor o granici, prema kojem je granica pratila 22. paralelu sjeverno počevši od tromeđe s Egiptom i nastavljajući prema zapadu, završavajući na granici između talijanske libijske i francuske ekvatorijalne Afrike (tj. današnje granice Čada i Libije). Sjeverozapadni kut Anglo-Sudanskog Egipta koji je tako stvoren nazivan je trokutom Sarra; ovo potonje područje ustupljeno je Italiji 20. srpnja 1934., a granica je ponovno povučena na sadašnjoj poziciji. Dana 7. siječnja 1935. Francuska i Italija potpisale su ugovor koji je pomaknuo granicu Francuske ekvatorijalne Afrike i Libije prema jugu (stvarajući pojas Aouzou, čime se Libijsko-sudanska granica također malo produljila rema jugu, međutim ovaj sporazum nikada nisu formalno ratificirale obje strane i stoga nikada nije bio proveden.
Tijekom Sjevernoafričke kampanje u Drugom svjetskom ratu Italija je poražena, a njene afričke kolonije okupirale su savezničke sile, a Libija je podijeljena na britansku i francusku okupacijsku zonu. Libija je kasnije dobila punu neovisnost 2. prosinca 1951., a nakon nje Sudan 1956.

## Vanjske poveznice
|  | Zajednički poslužitelj ima još gradiva o temi Libijsko-sudanska granica |